# Citroën-Kégresse P7 bis
La Citroën-Kégresse P7 bis est un semi-chenillé à propulseur Kégresse de la fin des années 1920, à usage militaire et civil.
Modèle de transition produit en petite série, le Citroën P7 bis est semblable au modèle P7T mais diffère par son propulseur à chenilles métallo-caoutchouc. Il est adopté par l'Armée française en 16 exemplaires comme tracteur d'artillerie et annonce le modèle P10 puis P17, doté d'un moteur plus puissant.

## Conception
La Citroën-Kégresse P7 bis reprend les caractéristiques du modèle P7T. Le moteur est le même, un Citroën 9 CV type B de 4 cylindres 68 × 100 mm de 1 452 cm3, développant 18 ch à 2 000 tr/min. Les dimensions sont également les mêmes.
Toutefois, le propulseur diffère radicalement : les chenilles en caoutchouc du P7T sont remplacées par des chenilles mixtes, en métal et en caoutchouc. Le dispositif de roulement au centre de la chenille est simplifié : les ressorts à lames de suspension sont remplacés par un simple balancier. Comme sur la P7T, l'entrainement est positif, c'est-à-dire que la poulie motrice est à l'avant de la chenille.
Le moteur consomme 25,5 L/100km (32,5 L/100km en tout terrain) et permet une vitesse moyenne sur route de 18,5 km/h. Le poids mort est de 1,2 t.

## Commandes

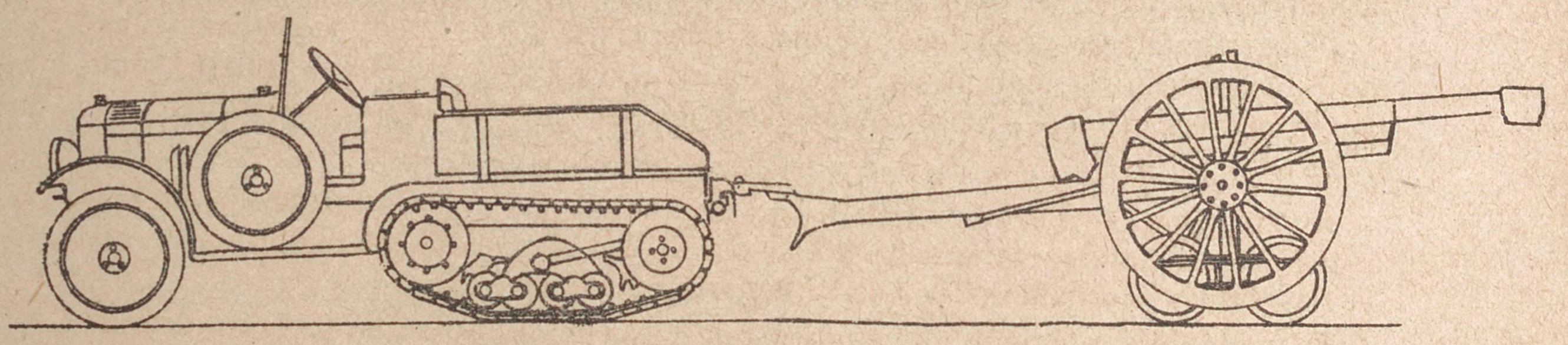
Illustration dans un manuel de l'Armée française d'un tracteur léger P7 bis tractant un canon de 75 modèle 1897 sur train rouleur.

Un premier prototype est primé au concours d'endurance de tracteurs agricoles d'avril 1927, destiné à récompenser un véhicule civil intéressant pour l'Armée en cas de mobilisation. Dès mai 1927, l'Armée demande de tester le type P7 bis comme tracteur léger pour le canon de 75 mm modèle 1897. Un prototype est testé entre juin 1927 et février 1928 à la commission d'expériences du matériel automobile de Vincennes et jugé « bon pour essais en service courant ».
Dès la fin 1927, l'Armée commande seize exemplaires de série du tracteur P7 bis. L'entraînement de la chenille a été améliorée par rapport au prototype. Livrés en juillet 1928, les engins sont mis en service au 303e régiment d'artillerie portée (RAP), en garnison au Mans. Deux tracteurs sont affectés à chaque canon : l'un pour tracter le canon sur train rouleur, l'autre pour tracter le caisson de munitions. En tout terrain, le train rouleur est transporté dans la caisse du tracteur et le canon est tracté sur ses roues hippomobiles en bois. Quatre hommes embarquent sur le véhicule : deux (dont le conducteur) sur la banquette avant et deux sur la banquette arrière.
Les essais menés au 303e RAP en septembre-octobre 1928 sont excellents et l'Armée commande 214 exemplaires du modèle P10 à moteur C4D. Le 303e RAP est dissout le 5 mai 1929 et les P7 bis rejoignent le 306e RAP de Fontainebleau. La lignée des tracteurs d'artillerie Citroën Kégresse passe ensuite au modèle P17. Des tracteurs P7 bis restent utilisés au moins jusqu'en 1936 et certains sont toujours en service au début de la Seconde Guerre mondiale : le 10e bataillon de chars de combat compte ainsi deux ex-tracteurs d'artillerie P7 bis utilisés comme ravitailleurs de chars. 
Existant également en version civile torpédo, environ une vingtaine de P7 bis ont été produits au total.